# Modelo de difusión
En el aprendizaje automático, los modelos de difusión, también conocidos como modelos probabilísticos de difusión, son una clase de modelos de variables latentes. Son cadenas de Markov entrenadas mediante inferencia variacional. El objetivo de los modelos de difusión es aprender la estructura latente de un conjunto de datos modelando la forma en que los puntos de datos se difunden a través del espacio latente. En visión artificial, esto significa que se entrena una red neuronal para eliminar el ruido de las imágenes borrosas con ruido gaussiano aprendiendo a invertir el proceso de difusión.
Los modelos de difusión se introdujeron en 2015 con una motivación de la termodinámica del no equilibrio.
Los modelos de difusión se pueden aplicar a una variedad de tareas, incluida la eliminación de ruido de imágenes, la pintura, la superresolución y la generación de imágenes. Por ejemplo, un modelo de generación de imágenes comenzaría con una imagen de ruido aleatorio y, después de haber sido entrenado invirtiendo el proceso de difusión en imágenes naturales, el modelo sería capaz de generar nuevas imágenes naturales. Anunciado el 13 de abril de 2022, el modelo de texto a imagen DALL-E 2 de OpenAI es un ejemplo reciente. Utiliza modelos de difusión tanto para el modelo a priori (que produce una imagen incrustada dada una leyenda) como para el descodificador que genera la imagen final.